# Wyżni Bańdzioch

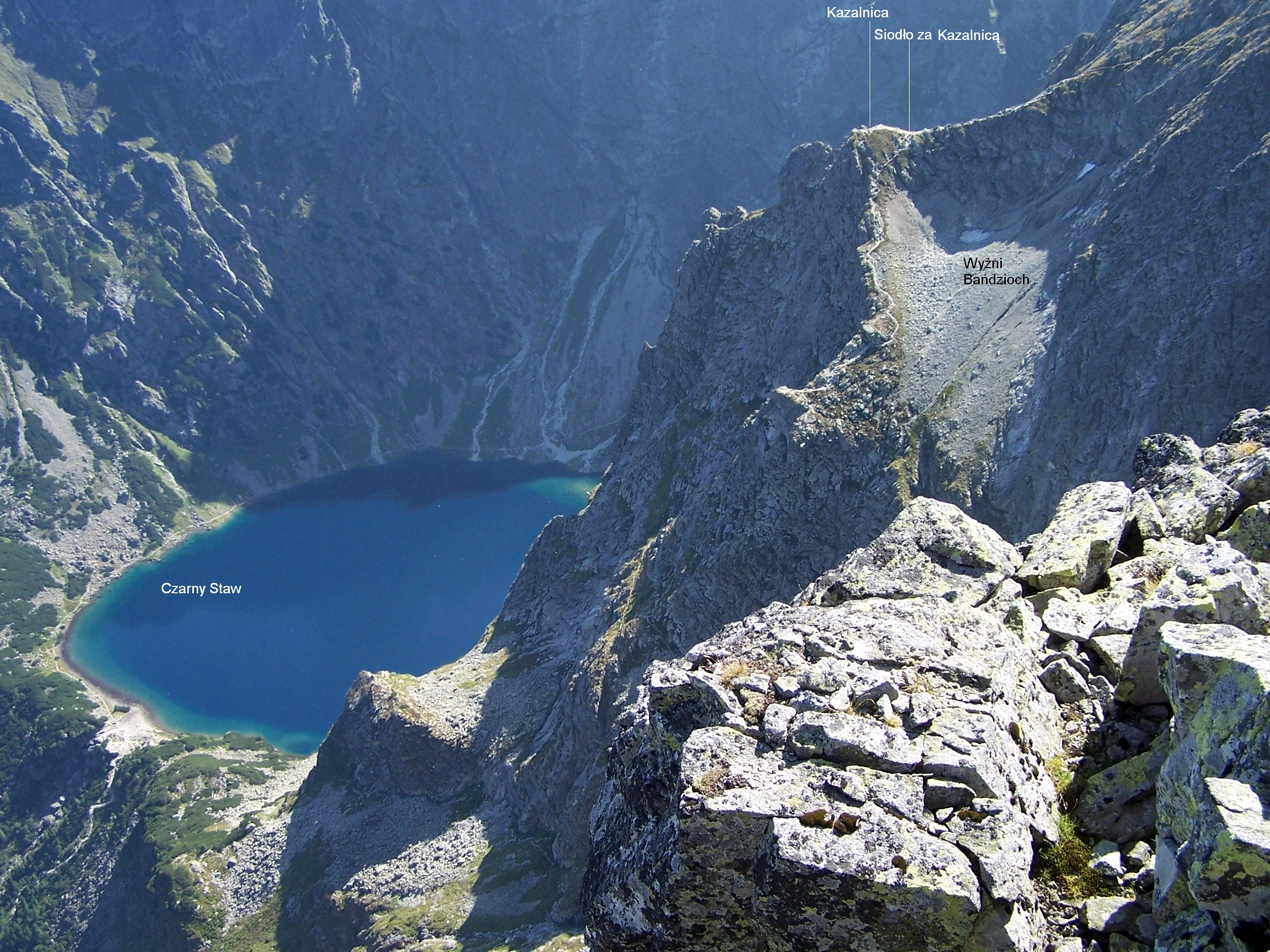

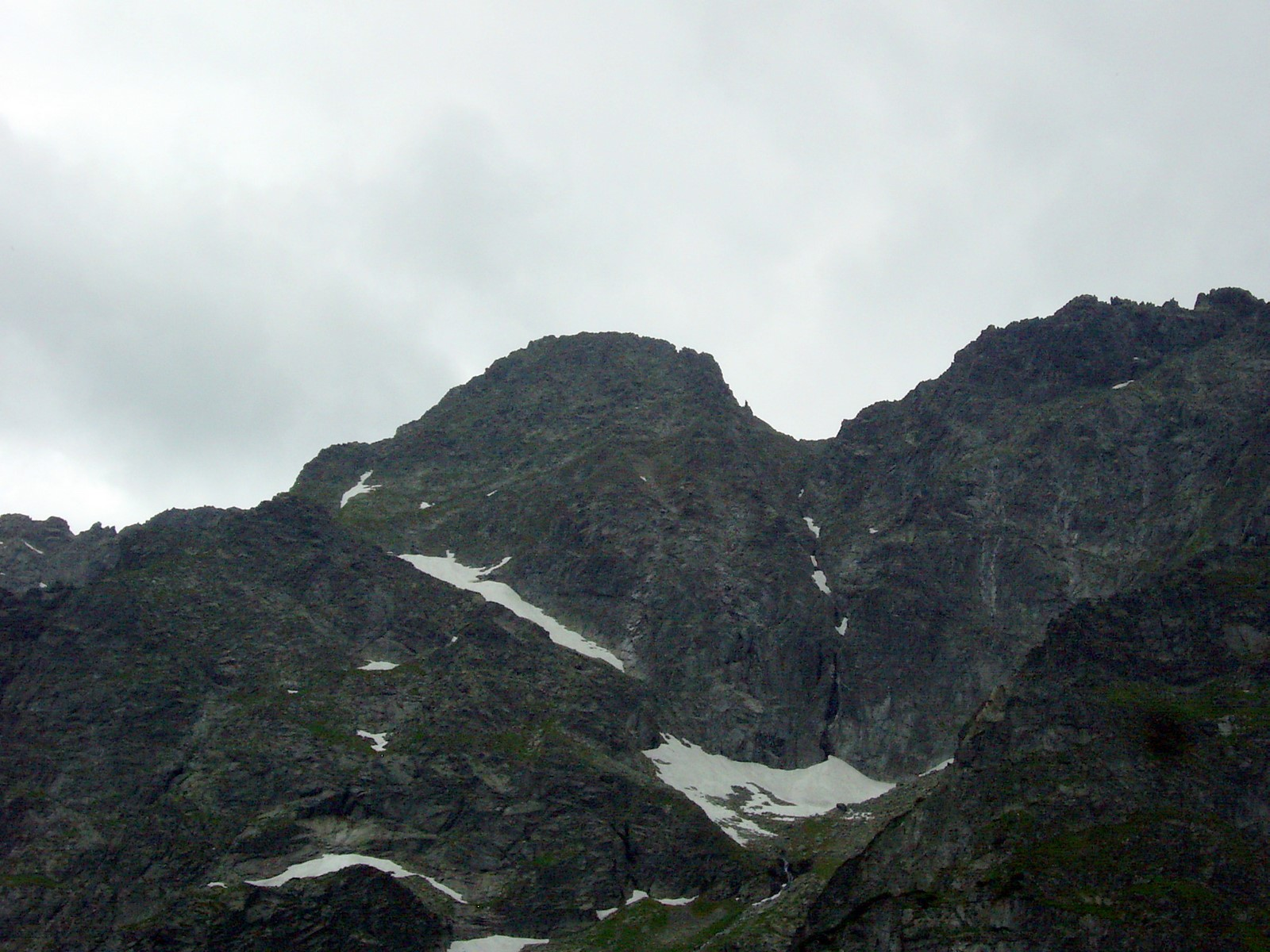
Zaśnieżony Wyżni Bańdzioch (po lewej) i zaśnieżony Bańdzioch (na środku)

Wyżni Bańdzioch – kocioł lodowcowy na północnej ścianie Mięguszowieckiego Szczytu Czarnego (2410 m) w Tatrach Polskich. Znajduje się na średniej wysokości 2130 m i przez większą część roku jego dno zalega śnieg. Jest to najwyższe piętro Bańdziocha. Ograniczone jest z trzech stron przez Kazalnicę Mięguszowiecką, ściankę północno-wschodniej grzędy Mięguszowieckiego Szczytu Czarnego i jego wschodnią ścianę. Ma piarżyste i lekko pochyłe dno, którego dolna część od północnego zachodu opada do Bańdziocha stromym progiem o wysokości około 50 m. Próg ten jest najbardziej stromy w swojej środkowej części. Znajduje się w niej odpęknięta niby turnia o pionowej ścianie przeciętej kominem. Po jego prawej stronie są czerwonawe, a po lewej żółtawe płyty. Próg przecięty jest głębokim, kruchym i mokrym żlebkiem.
Wyżni Bańdzioch przez długi czas nie miał nazwy. Witold Henryk Paryski w 6 tomie przewodnika Tatry wzmiankował go tylko określeniem piarżysto-śnieżny taras. Na wojskowej mapie 1:10 000 pojawiła się nie wiadomo skąd nazwa Płaśń za Kazalnicą. Według Władysława Cywińskiego nazwa ta została wydumana w zaciszu gabinetów, w środowisku taternickim bowiem zaczęto już używać nazwy Wyżni Bańdzioch. Do piśmiennictwa wprowadził ją W. Cywiński w 10 tomie przewodnika Tatry. Mięguszowieckie Szczyty. Nazwa ta funkcjonuje również na mapie Expressmap, na mapie Geoportalu podane są obydwie nazwy.

## Drogi wspinaczkowe
1. Prawą częścią progu; II w skali tatrzańskiej, 15 min, bardzo krucho,
2. Środkową częścią progu; II, 15 min, bardzo krucho
3. Lewą częścią progu; 0+, 15 min,
4. Z północnego zachodu grzędą Kazalnicy; 0, 5 min[1].